# トーキョー・ナイトメア
『トーキョー・ナイトメア』は、鈴吹太郎とファーイースト・アミューズメント・リサーチ（F.E.A.R.）が製作した近未来SF物のテーブルトークRPG（TRPG）。公式略称は『TNM』。

## 概要
西暦2020年を境に、急激な治安の悪化によりスラム化し“黄昏の時代（ダスクエイジ）”と呼ばれるようになった西暦2020年代以降のトーキョーを主な舞台とした「アーバンアクションRPG」。
ゲームにサイコロを一切使わず、代わりにトランプを使うルールが特色となっている。またキャラクターの基本能力を表すのに、タロットカードの大アルカナをモチーフとしたキャラクタークラス（ゲーム中では「スタイル」と呼ばれる）3種を用いる（重複可）点や、ゲームの進行にシーン制を用いる点、各スタイルごとに必殺技とも言える「神業」が設定されている点なども特徴と言える（詳細は後述）。
世界観などはいわゆるサイバーパンクに近いが、プレイスタイルは「近未来風の都市を舞台にしたヒーローアクション」を強く志向している。
デザイナーの鈴吹によると『TNM』と鈴吹の別作品『トーキョーN◎VA』は「似たシステムを採用しており（中略）姉妹作、あるいは親子みたいなもの」「『TNM』を楽しむために、『N◎VA』を利用することはできる」が、あくまで「別のゲーム」であり時系列はつながっていないと述べている。

## 作品一覧
- 『トーキョー・ナイトメア1』（基本ルールブック / KADOKAWA）ISBN 978-4-04-072551-2
- 『トーキョー・ナイトメア2』（上級ルールブック、ゲーム・フィールド / F.E.A.R.）ISBN 978-4-86224-208-2
- 『トーキョー・ナイトメア3 オーヴァーヒューマン』（F.E.A.R.）ISBN 978-4-86224-222-8
- 『トーキョー・ナイトメア4 ソリッドボンド』（F.E.A.R.）ISBN 978-4-86224-242-6

リプレイ
- 『トーキョー・ナイトメア リプレイ1 ブラックダイヤモンド』（著：丹藤武敏／F.E.A.R.）ISBN 978-4-86224-221-1

スーパー・シナリオ・サポート（SSS）
　定期的に発行される小冊子。一冊ごとにスタイルをテーマとしている。追加シナリオと追加データを収録。
- 『トーキョー・ナイトメア スーパーシナリオサポート Vol.1 トーキョー・フェイト・ストーリー』

- 『トーキョー・ナイトメア スーパーシナリオサポート Vol.2 アンダーグラウンド』

- 『トーキョー・ナイトメア スーパーシナリオサポート Vol.3 グローバルクライシス』